# Werner Smits
Werner Smits (Gemert, 26 april 1971) is een voormalig Nederlands profvoetballer die van 1990 tot 2000 uitkwam voor VVV en TOP Oss. Hij speelde doorgaans als vleugelverdediger of middenvelder.

## Loopbaan
Smits debuteerde in het seizoen 1987-88 in het eerste elftal van eersteklasser VV Gemert en maakte drie jaar later de overstap naar het betaald voetbal. Op 6 oktober 1990 maakte hij zijn profdebuut namens VVV in een thuiswedstrijd tegen SC Heracles (0-0). Na zes jaar bij de Venlose club verkaste Smits in 1996 samen met ploeggenoot Roger Polman naar TOP Oss. In 1998 keerde de Brabander weer terug bij VVV waar hij nog twee jaar een vaste waarde was in de hoofdmacht. Daarna bouwde hij af bij zijn jeugdclub Gemert. Hij woont in Berghem en heeft een winkel in sportartikelen. Hij trainde de jeugd van Berghem Sport en maakte samen met Eric van Vugt halverwege het seizoen 2010/11 het seizoen af als interim-hoofdtrainer. Voor het seizoen 2013/14 werd Smits aangesteld als hoofdtrainer bij Berghem Sport maar hij vertrok al voor aanvang van de competitie.

## Statistieken
| Seizoen         | Club            | Competitie      | Competitie | Competitie | Beker | Beker | Overige | Overige | Totaal | Totaal |
| Seizoen         | Club            | Competitie      | Wed.       | Dlp.       | Wed.  | Dlp.  | Wed.    | Dlp.    | Wed.   | Dlp.   |
| --------------- | --------------- | --------------- | ---------- | ---------- | ----- | ----- | ------- | ------- | ------ | ------ |
| 1990/91         | VVV             | Eerste divisie  | 19         | 2          | 2     | 0     | 3       | 0       | 24     | 2      |
| 1991/92         | VVV             | Eredivisie      | 30         | 0          | 4     | 0     | —       | —       | 34     | 0      |
| 1992/93         | VVV             | Eerste divisie  | 32         | 1          | 2     | 0     | —       | —       | 34     | 1      |
| 1993/94         | VVV             | Eredivisie      | 30         | 0          | 2     | 0     | 5       | 1       | 37     | 1      |
| 1994/95         | VVV             | Eerste divisie  | 34         | 5          | 3     | 0     | 6       | 2       | 43     | 7      |
| 1995/96         | VVV             | Eerste divisie  | 34         | 1          | 6     | 0     | 6       | 0       | 46     | 1      |
| 1996/97         | TOP Oss         | Eerste divisie  | 29         | 0          | ?     | 0     | —       | —       | ??     | 0      |
| 1997/98         | TOP Oss         | Eerste divisie  | 1          | 0          | ?     | 0     | —       | —       | ??     | 0      |
| 1998/99         | VVV             | Eerste divisie  | 32         | 1          | 3     | 0     | —       | —       | 35     | 1      |
| 1999/90         | VVV             | Eerste divisie  | 34         | 5          | 3     | 0     | —       | —       | 37     | 5      |
| Carrière totaal | Carrière totaal | Carrière totaal | 275        | 15         | ??    | ??    | 20      | 3       | ???    | 18     |